# منتخب روسيا للباندي
منتخب روسيا الوطني للباندي (الروسية: Сборная России по хоккею с мячом) هو ممثل روسيا الرسمي في المنافسات الدولية في رياضة الباندي في فئة الباندي للرجال.

## وصلات خارجية
- الموقع الرسمي